# Rzezawa (gemeente)
De gemeente Rzezawa is een landgemeente in het Poolse woiwodschap Klein-Polen, in powiat Bocheński. De zetel van de gemeente is in Rzezawa.

## Demografie
Stand op 30 juni 2004:
| Omschrijving                   | Totaal | Totaal | Vrouwen | Vrouwen | Mannen | Mannen |
| ------------------------------ | ------ | ------ | ------- | ------- | ------ | ------ |
| eenheid                        | aantal | %      | aantal  | %       | aantal | %      |
| inwoners                       | 10 427 | 100    | 5296    | 50,8    | 5131   | 49,2   |
| bevolkingsdichtheid (inw./km²) | 122    | 122    | 62      | 62      | 60     | 60     |

In 2002 bedroeg het gemiddelde inkomen per inwoner 1393,06 zł.

### Plaatsen
1. Borek

1. Bratucice

1. Buczków

1. Dąbrówka

1. Dębina

1. Jodłówka

1. Krzeczów

1. Łazy

1. Okulice

1. Ostrów Królewski

1. Rzezawa

### Oppervlakte gegevens
In 2002 bedroeg de totale oppervlakte van gemeente Rzezawa 85,48 km², waarvan:
- agrarisch gebied: 67%
- bossen: 27%

De gemeente beslaat 13,54% van de totale oppervlakte van de powiat.

### Aangrenzende gemeenten
- gmina Bochnia
- miasto Bochnia -
- gmina Brzesko
- gmina Szczurowa